# Pomník obětí prusko-rakouské války (Jáchymov)
Pomník obětí prusko-rakouské války byl památník z roku 1899 v severní části města Jáchymov. V roce 1924 však byl po politických změnách odstraněn a podstavec (včetně schodiště) byl roku 1947 využit na Pomník osvobození.

## Podoba
Pomník byl tvořen alegorickým sousoším Austrie (symbolizující Rakousko), stojící ženskou postavou v životní velikosti v brnění a s korunou tvořenou pevnostními věžemi. Po pravé straně měla štít s rakouskou orlicí a v levé ruce držela věnec. Ten byl nad hlavou umírajícího rakouského vojáka ležícího jí u nohou. Celé sousoší bylo umístěné na hranolovém podstavci. 

## Důvod instalace
Pomník byl postaven podle návrhu sochaře Karla Wilferta staršího (1847–1916) z Chebu v roce 1899. Stavbu inicioval Spolek veteránů (Veteranenverein) z Jáchymova. Oslavovat měl padlé rakouské vojáky z Jáchymova a okolních obcí v prusko-rakouské válce v roce 1866.

## Důvod deinstalace
Prvním impulsem byl vznik Československa v roce 1918 a hlavním důvodem Zákon na ochranu republiky. Ten totiž nařizoval odstranění nepovolených pomníků s rakouskou symbolikou. Sousoší tedy bylo umístěno do Městského muzea v Jáchymově a z podstavce byly odstraněny všechny nápisy. Na jeho místo byla umístěna veliká váza. Spolek veteránů se ještě snažil o přeměnu pomníku na památník padlých v 1. světové válce. Po odsunu Němců po 2. světové válce byl původní základ použit pro instalaci pomníku Nové dějiny.